# Kolokita Cove
Die Kolokita Cove (englisch; bulgarisch залив Колокита saliw Kolokita) ist eine 2,7 km breite und 1,55 km lange Bucht an der Nordwestküste der Alexander-I.-Insel westlich der Antarktischen Halbinsel. Sie liegt östlich der Landspitze, die durch den Hopkins Ridge gebildet wird, sowie westlich des Piyanets Ridge. In ihr Kopfende mündet der Coulter-Gletscher.
Britische Wissenschaftler kartierten sie 1971. Die bulgarische Kommission für Antarktische Geographische Namen benannte sie 2017 nach einer Landspitze an der bulgarischen Schwarzmeerküste.